# 세르게이 베른시테인 (수학자)
세르게이 나타노비치 베른시테인(러시아어: Серге́й Ната́нович Бернште́йн, 우크라이나어: Сергі́й Ната́нович Бернште́йн 세르기 나타노비치 베른슈테인[*], 1880년 3월 5일 - 1968년 10월 26일)은 러시아 및 소련의 유대계 수학자이다. 편미분 방정식 이론, 미분기하학, 확률론, 근사 이론 등에 기여하였다.

## 업적

### 편미분방정식론
1904년 소르본 대학교에 제출한 박사 학위 논문에서 베른시테인은 타원형 편미분방정식의 해석적 해에 관한 힐베르트의 열아홉 번째 문제를 풀었다. 후기에는 타원형 비선형 편미분방정식에 대한 디리클레 문제를 연구하였으며, 이 분야에서 선험적 추정(a priori estimate)을 도입하였다.

### 확률론
1917년 베른시테인은 처음으로 대수적 구조에 기초한 방식으로 확률론을 공리화하였다. 이는 나중에 안드레이 콜모고로프의 측도론적 공리화로 대체되었다. 1920년대에는 독립확률변수의 합에 관한 중심극한정리의 증명 방법을 도입하였다.

### 근사 이론
베른시테인은 함수의 매끄러움과 다항식 근사 간의 관계를 연구하는 구성적 함수론(constructive function theory)를 창안하였다. 특히 이 분야에서 베른시테인은 베른시테인의 정리를 증명하였다.

## 출판물
- 세르게이 나타노비치 베른시테인, 《베른시테인 전집》 (러시아어)
  - 《1권: 구성적 함수론》 (1905-1930)
  - 《2권: 구성적 함수론》 (1931-1953)
  - 《3권: 미분방정식, 변분, 기하학》 (1903-1947)
  - 《4권: 확률론, 수리통계학》 (1911-1946)
- 세르게이 나타노비치 베른시테인, 《확률론》, 모스크바, 레닌그라드, 1946 (러시아어)

## 같이 보기
- 선험적 추정
- 베른시테인 대수
- 베른시테인의 부등식 (해석학)
- 베른시테인의 부등식 (확률론)
- 베른시테인 다항식
- 베른시테인의 문제
- 베른시테인의 정리 (근사 이론)
- 베른시테인의 정리 (단조 함수)
- 베른시테인-폰 미제스 정리